# Stromatoneurospora
Stromatoneurospora — рід грибів. Назва вперше опублікована 1973 року. Включає два види.

## Види
- Stromatoneurospora elegantissima (Rick) S. C. Jong & E. E. Davis 1973
- Stromatoneurospora phoenix (Kunze) S. C. Jong & E. E. Davis 1973